# 39 형법제39조
39 형법제39조(39 刑法第三十九條)는 일본에서 제작된 모리타 요시미츠 감독의 1999년 영화이다. 스즈키 쿄카 등이 주연으로 출연하였다.

## 출연

### 주연
- 스즈키 쿄카
- 츠츠미 신이치

### 조연
- 키키 키린
- 에모리 토오루
- 스기우라 나오키
- 키시베 이토쿠
- 요시다 히데코
- 야마모토 미라이

## 제작진
- 미술: 오자카와 히데타카